# Tiros (kommun)
Tiros är en kommun i Brasilien.   Den ligger i delstaten Minas Gerais, i den sydöstra delen av landet, 400 km sydost om huvudstaden Brasília. Antalet invånare är 6 906.
Följande samhällen finns i Tiros:
- Tiros

Omgivningarna runt Tiros är huvudsakligen savann. Runt Tiros är det mycket glesbefolkat, med 3 invånare per kvadratkilometer.